# Welsh korfbalteam

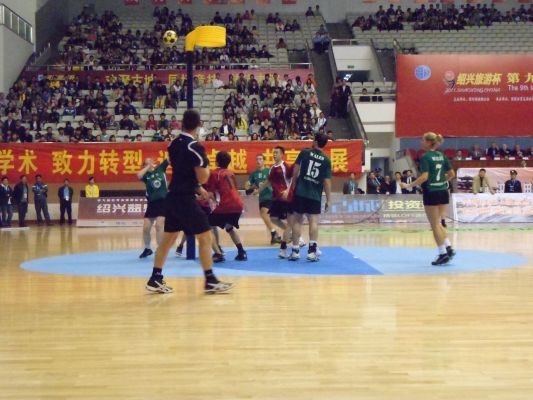
Het team van Wales in actie op het WK 2011

Het Welsh korfbalteam is een team van korfballers dat Wales vertegenwoordigt in internationale wedstrijden. De verantwoordelijkheid van het Welsh korfbalteam ligt bij de Welsh Korfball Association (Cymdeithas Bêl-Korf Cymru). Het achttal won tot nu toe nog geen enkele prijs, echter won het wel goud op de European Bowl in 2007 en 2009. Tot 2007 werd Wales vertegenwoordigd door het Brits korfbalteam.

## Resultaten op de wereldkampioenschappen
| Wereldkampioenschap korfbal |               |           |               |
| Jaar                        | Kampioenschap | Gastheer  | Klassering    |
| 1978                        | 1e WK         | Amsterdam | Geen deelname |
| 1984                        | 2e WK         | Antwerpen | Geen deelname |
| 2007                        | 8e WK         | Brno      | Geen deelname |
| 2011                        | 9e WK         | Shaoxing  | 15e plaats    |
| 2015                        | 10e WK        | België    | Geen deelname |

## Resultaten op de Wereldspelen
Op de Wereldspelen wordt Wales nog altijd vertegenwoordigd door het Brits korfbalteam.

## Resultaten op de Europese kampioenschappen
| Europees kampioenschap korfbal |               |           |            |
| Jaar                           | Kampioenschap | Gastland  | Klassering |
| 2010                           | 4e EK         | Nederland | 11e plaats |
| 2014                           | 5e EK         | Portugal  | 16e plaats |